# The Armorer
The Armorer (conocida en español como La Armera) es un personaje de la franquicia Star Wars que aparece en las series de televisión de Disney+ The Mandalorian y The Book of Boba Fett. Vestida con una armadura roja y un casco dorado, es presentada como la líder de una tribu de guerreros mandalorianos, que incluye a Din Djarin, el protagonista de The Mandalorian. Un personaje misterioso, paciente e inteligente, la Armera proporciona guía espiritual para el clan y forja y repara su armadura.
Jon Favreau, el creador y showrunner de The Mandalorian, fue uno de los creadores del personaje. El personaje se inspiró parcialmente en las películas de Akira Kurosawa, así como en la historia y la cultura de los samuráis, particularmente en el movimiento lento y el aura de autoridad del personaje. La Armera es interpretada por Emily Swallow, quien proporciona tanto la voz del personaje como la interpretación de acción en vivo, mientras que sus acrobacias son realizadas por Lauren Mary Kim. Cuando Swallow audicionó para el papel, sabía poco sobre el personaje y no sabía que era para una serie de Star Wars.
La voz que Swallow usa para interpretar al personaje tiene elementos del acento británico y del Atlántico medio, que surgió de una sugerencia hecha por un socio de casting durante su audición. También modeló parcialmente la voz del personaje a partir de personajes de la saga del Señor de los Anillos. Aspectos de la personalidad de la directora de The Mandalorian, Deborah Chow, influyeron en la actuación de Swallow. El estilo de combate de Kim en las escenas de lucha de la Armera se inspiró en el arte marcial filipino conocido como Kali.
El traje de la Armera tardó varias semanas en fabricarse y resultó ser un desafío debido a la visibilidad limitada y al hecho de que los pequeños movimientos en el mismo eran muy notorios. Swallow usó el traje de casco y armadura hasta nueve horas seguidas durante la filmación. The Armorer ha sido recibida positivamente tanto por los fanáticos como por los críticos y ha sido descrita como una favorita de los fanáticos.

## Apariciones
La Armera aparece en tres episodios en la primera temporada de The Mandalorian. Ella es la líder de una tribu de guerreros mandalorianos que viven en un enclave secreto en el planeta Nevarro. Ella proporciona guía espiritual para el clan y forja y repara su armadura. Poco se revela sobre su historia de fondo, y, al igual que otros mandalorianos, usa una armadura muy duradera y oculta su rostro con un casco que nunca se lo quita públicamente. Los mandalorianos se esconden después de haber sufrido la persecución del Imperio Galáctico, y aunque el Imperio ha sido derrotado en el momento del inicio de la serie, el clan aún no ha recuperado su estado o poder anterior.
La Armera hizo su primera aparición en el estreno de la serie "Capítulo 1: The Mandalorian". El protagonista, un cazarrecompensas conocido simplemente como "The Mandalorian", le trae los créditos que recibió por haber recolectado sus recompensas más recientes, incluida una barra de acero beskar, una forma muy rara de metal utilizado para hacer armaduras mandalorianas. Ella explica que el Imperio robó el beskar de los Mandalorianos durante un evento conocido como "La Gran Purga".  Ella usa el beskar para hacer una hombrera para el Mandaloriano, y le pregunta si ya ha identificado su "sello", un símbolo usado para identificar clanes de Mandalorianos. Cuando él dice que no lo ha hecho, ella le asegura que lo hará pronto. Además,  dice que el beskar restante se usará para ayudar a los "expósitos", un término para niños que no nacieron mandalorianos sino que fueron adoptados en su cultura. Esto agrada al Mandaloriano porque él mismo era un expósito. Mientras la Armera trabaja en su armadura, el Mandaloriano tiene recuerdos de su juventud, cuando mataron a su familia durante las Guerras Clon.
La Armera reaparece en el episodio "Capitulo 3: El pecado", en el que el Mandaloriano le trae una gran cantidad de beskar, que recibió como recompensa por recoger a un joven alienígena conocido como "el Niño" y entregarlo a un remanente del imperio caído. La Armera usa el acero para hacer una coraza completa para él. Ella también le fabrica un conjunto de proyectiles explosivos llamados "pájaros silbadores", llamados así por los silbidos que hacen mientras vuelan hacia su objetivo. Otro miembro del clan llamado Paz Vizla reprende al Mandaloriano por trabajar con el Imperio para obtener el beskar, lo que lleva a una breve pelea entre los dos guerreros. La Armera calma la disputa rápida y silenciosamente, recordándoles que el Imperio ya no existe y que es bueno que el beskar haya sido devuelto a la tribu. Ella habla sobre la cobardía, el honor y el "Camino del Mandalore", que sirve como religión y credo de la tribu. Más tarde, fuera de la pantalla, los mandalorianos en Nevarro son eliminados en gran medida por el remanente imperial después de que la tribu se revela al final del capítulo para ayudar al mandaloriano a enfrentar a imperiales y cazarrecompensas de su sindicato en su rescate del Niño. La Armera es uno de los pocos miembros del clan que sobrevive.
En el final de la primera temporada "Capítulo 8: Redención", el Mandaloriano y sus aliados Greef Karga y Cara Dune llegan al enclave Mandaloriano mientras huyen del ataque de los imperiales, solo para encontrarlo desocupado a excepción de la Armera, luego de la eliminación de la mayor parte de la tribu. Ella explica que algunos guerreros mandalorianos pueden haber sobrevivido y huido fuera del mundo. Ella está recolectando la armadura de los guerreros mandalorianos caídos y derritiéndola para salvarla. Cuando el Mandaloriano presenta al Niño y revela que tiene poderes sobrenaturales, la Armera le cuenta sobre la Orden Jedi, de la que la mayoría de los otros personajes no conocen. Ella habla de la historia de los guerreros Jedi y sus asociaciones pasadas con el Camino de Mandalore, compartiendo una historia de "eones pasados" sobre una batalla entre los Jedi y "Mandalore el Grande", una figura mitológica en la cultura mandaloriana. Esta es la primera vez que los Jedi son mencionados por su nombre en la serie.
La Armera instruye al Mandaloriano para que vigile y proteja al Niño, a quien ella llama "expósito", como lo fue el propio Mandaloriano una vez. Ella dice que el honor exige que el Mandaloriano busque y entregue al Niño a los demás de su especie, y que hasta que esto ocurra, el Mandaloriano y el Niño son un "clan de dos", y que el mandaloriano será como un padre para él. Ella graba en la hombrera del Mandaloriano la imagen de un Mudhorn, un tipo de criatura que el Mandaloriano y el Niño trabajaron juntos para matar en el "Capítulo 2: El Niño"; ella lo declara su sello. Ella también le da al Mandaloriano su primer jet pack. El Mandaloriano la invita a huir con él, pero ella se niega a abandonar el enclave hasta que haya salvado lo que queda. Cuando el Mandaloriano y sus aliados parten, espera hasta que cinco Stormtroopers armados con blásteres ingresan al enclave e intentan interrogarla. Armada con nada más que sus herramientas de forja, la armera pelea y mata a los cinco en menos de un minuto.
La Armera reaparece en El Libro de Boba Fett en el "Capítulo 5: El Retorno del Mandaloriano". Ahora, escondidos en el mundo anillo de Glavis, ella y Paz Vizla (los únicos dos sobrevivientes de la masacre en Nevarro) son encontrados por Din Djarin, quien recientemente completó su búsqueda para entregar a su expósito a los Jedi y ha regresado a ser cazarrecompensas. En el curso de su misión, Djarin también reclamó el Darksaber, un sable de luz que actúa como la espada ancestral del gobernante mandaloriano. Al inspeccionar el sable oscuro, después de que Din Djarin le preguntara sobre Bo-Katan Kryze, la Armera le explica su historia y la profecía del sable a Djarin. También le proporciona la lanza beskar que Ahsoka Tano le había dado, un arma que la Armera desaprueba ya que beskar nunca fue pensado como un arma, solo como una armadura. Djarin le pide que convierta la lanza en un regalo para su expósito, Grogu. Más tarde, ella entrena a Djarin en el uso del sable oscuro, debido a su dificultad para dominarla. Ella le dice que él no está luchando con la espada, sino contra ella. Paz Vizla reta a Djarin por el sable, ya que fue forjado por su antepasado Tarre Vizsla, pero pierde. La Armera pregunta a ambos hombres si alguna vez se han quitado los cascos como parte de su credo. Si bien Vizla nunca lo ha hecho, Djarin admite que sí. Destierra a Djarin de la tribu, diciendo que ya no es mandaloriano. Sin embargo, le informa a Djarin que la única forma de expiación es entrar en contacto con las Aguas Vivientes en las minas de Mandalore, pero que fueron destruidas por el Imperio durante la Purga. A pesar de declarar a Djarin un apóstata, La Armera le permite quedarse con su armadura y el Darksaber.
La Armera regresa en el "Capítulo 17: El Apóstata". Ella y Vizla han reunido a más mandalorianos en un nuevo escondite clandestino en un planeta diferente; en ello, forja un casco para un niño, que está siendo aceptado en el credo. La ceremonia es interrumpida más tarde por el ataque de una bestia. Ella, junto con otros mandalorianos, intentan y fallan en defenderse de la bestia hasta que Din Djarin la mata con su caza estelar N-1. Djarin proporciona pruebas de la existencia de las minas, donde se encuentran las Aguas Vivientes y que hacen posible su redención. Ella  acepta que puede ser aceptado de nuevo en el credo si se baña en las Aguas. En el "Capítulo 19: El converso", Djarin regresa con Grogu y Bo-Katan Kryze al enclave con una muestra de las Aguas. Al darse cuenta de que de hecho ha visitado las Aguas, la Armera lo acepta de nuevo en el credo, mientras introduce a Bo-Katan en la tribu, ya que ella también se ha bañado en las Aguas y no se ha quitado el casco desde entonces. En el "Capítulo 20: El huérfano", mientras cuida a Grogu cuando Djarin se va a una misión, le forja una nueva pieza de armadura mandaloriana, un rondel que lleva el sigilo de cuerno de barro de Djarin. Más tarde, reemplaza la hombrera de Bo-Katan que perdió en batalla, pero no cree en Bo-Katan cuando le revela su encuentro con el mitosaurio en Mandalore. Sin embargo en el "Capítulo 21: El Pirata", La Armera le cree su historia y le encomienda a Bo-Katan que ella es quien reunirá a todos los mandalorianos; en el "Capítulo 23: Los Espías", es parte de la misión que emprenden los Hijos de la Guardia y los Búhos Nocturnos, ahora unidos a través de Bo-Katan a Mandalore. La Armera ayuda a traer de vuelta a la flota a los mandalorianos heridos, mientras que el resto del grupo se dirige a la Gran Fragua, donde son emboscados por Moff Gideon y sus hombres, lo que resulta en la captura de Djarin y la muerte de Paz Vizsla.
En el "Capítulo 24: El regreso", la Armera participa en la batalla para recuperar a Mandalore de manos de Moff Gideon. Tras la muerte de Moff Gideon, la Armera finaliza oficialmente la iniciación de Ragnar en las aguas de las minas de Mandalore. Ante la persuasión de Djarin, ella permite que Grogu se convierta en su aprendiz. La Armera se ve más tarde cuando Bo-Katan reinicia la Gran Fragua de Mandalore.

## Caracterización
La Armera es un personaje misterioso y enigmático, con un temperamento tranquilo y paciente, y una personalidad zen. Es muy inteligente y sabe actuar rápidamente en situaciones complejas. Ella observa lo que sucede a su alrededor y solo habla cuando es necesario, y aunque muestra conocimiento de muchas cosas diferentes, desde el pasado del Mandaloriano hasta la historia de los Jedi, a menudo no revela su conocimiento hasta que cree que es el momento adecuado. Swallow dijo sobre esto: "ella lo revelará a su debido tiempo, pero nadie le sacará ninguna información sin que ella esté bien y lista". Tiene un ritmo muy lento en sus movimientos, y muestra lo que Swallow llama una "simplicidad [y] eficiencia de movimiento".
El personaje juega un papel relativamente pequeño en la primera temporada de The Mandalorian, pero uno importante, colocando repetidamente al personaje principal en el camino correcto de su viaje del héroe. Ella es la líder de la tribu mandaloriana, brindando orientación y dirección a un clan que ha perdido el rumbo después de que el ahora caído Imperio los persiguiera. Lo hace recordándoles su código moral y su conjunto de valores, y alentándolos a verse como una familia. La Armera es la primera persona de la serie en decir la frase "This is the Way" (en España, Este es el Camino y en Latinoamérica, El Camino Así Es), que sirve como credo para el clan mandaloriano y se repite a lo largo de las temporadas. Ella cree firmemente en las tradiciones mandalorianas, y se dedica a asegurar la supervivencia de su tribu, sirviendo como líder espiritual y armera.
Aunque mujeres mandalorianas fuertes habían aparecido anteriormente en series animadas como Star Wars: The Clone Wars y Star Wars Rebels, Swallow sintió que la Armera era el primer personaje femenino de Star Wars en servir como "líder espiritual" en la misma línea que Obi- Wan Kenobi y Yoda.
La Armera tiene confianza y se siente cómoda en su posición de liderazgo y transmite una autoridad inquebrantable con poco esfuerzo. Swallow dijo sobre esto: "Una de las mejores cosas para mí al interpretarla es confiar en que ella tiene esa autoridad sin tener que ser muy contundente en absoluto". Esto se ilustra con la forma en que interrumpe una pelea entre guerreros mandalorianos en el "Capítulo 3: El pecado", sin levantar la voz ni interferir físicamente.
Esto también demuestra que ella es muy respetada por los miembros de su tribu, que el escritor de Comic Book Resources, Narayan Liu, dijo que es particularmente impresionante porque "en una sociedad guerrera tan enfocada, posiblemente se necesitaría mucho para comandar el respeto de los camaradas". La voz de la Armera transmite una sensación de autoridad, misterio y sofisticación, y Swallow dijo que disfruta el contraste entre su acento educado y su estilo de vida guerrero, diciendo: "Hay muchas aparentes contradicciones en ella que me encantan".
Swallow, así como varios revisores, han notado que el hecho de que la armadura de la tribu sea fabricada por su líder, en lugar de un trabajador comercial, habla de la importancia de la armadura y el estado del guerrero en la cultura mandaloriana. Liu escribió sobre esto: "¿Quién mejor para forjar armaduras y armas mandalorianas que alguien con experiencia, que comprende completamente su importancia para la cultura mandaloriana en esta galaxia hostil?"
Swallow siente que a través de su creación y mantenimiento de la armadura, la Armera es efectivamente el guardián de su historia y rituales, porque "en realidad tiene un registro basado en lo que ha hecho". Ese papel es aún más importante en la época de The Mandalorian, dijo Swallow, ya que gran parte de la sociedad mandaloriana ha sido reprimida y destruida por el Imperio.
Además de su experiencia en el trabajo de fundición la armera es una excelente luchadora, muestra una gran fuerza y velocidad, así como habilidades particularmente perfeccionadas con armas cuerpo a cuerpo, como se ve en su lucha. con soldados de asalto en el "Capítulo 8: Redención". Dado que el personaje había estado tan callado durante gran parte de la primera temporada de The Mandalorian, Swallow cree que fue un shock cuando la Armera lucha contra los soldados de asalto tan bien como ella.
Liu argumentó que la Armera era la luchadora más eficiente de la serie, incluso más que el Mandaloriano u otros personajes con esas habilidades como Cara Dune. Liu escribió: "Hasta ahora, nadie parece más adecuado para manejar la hostilidad del Imperio y el desierto despiadado que la mano que guía a los mandalorianos, la armera, quien, en el final de temporada, demostró que es lo mejor de lo mejor".

## Concepto y creación

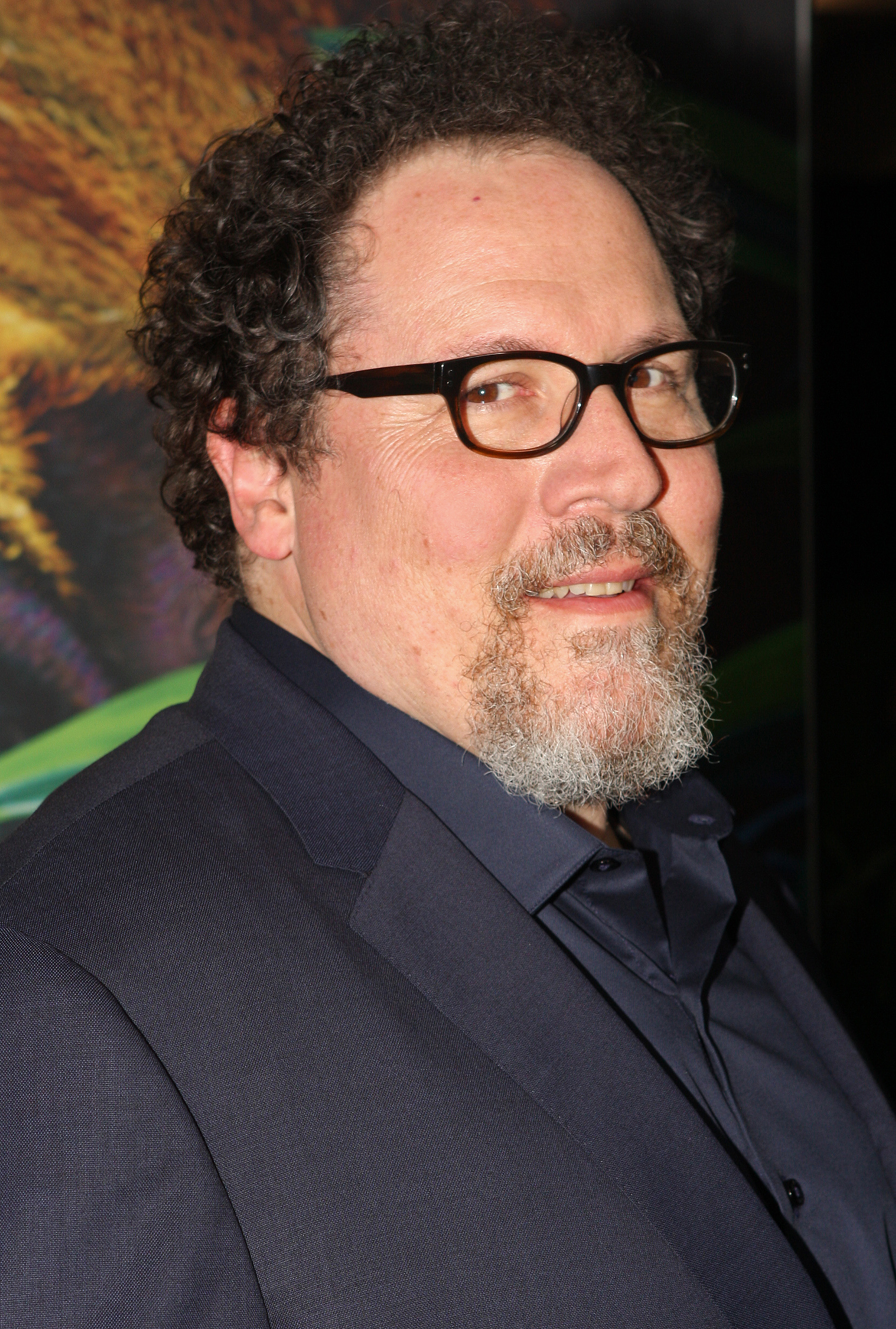
Jon Favreau

### Concepción
Jon Favreau, el creador y showrunner de The Mandalorian, fue uno de los creadores del personaje. La creación del mismo, así como otros elementos de la serie, estuvo influenciada por las películas del director japonés Akira Kurosawa. The Armorer, en particular, obtuvo influencias de la historia y la cultura de los samuráis, especialmente en el movimiento lento, el sentido de la ceremonia y el aura de autoridad del personaje. Favreau y otros involucrados en el programa debatieron qué género establecer para el personaje, y finalmente decidieron convertirla en una mujer, pero Swallow dijo que "no querían que fuera un gran problema". Ella dijo: "Creo que simplemente se sintieron como, '¿Por qué no?'" La serie animada Star Wars: The Clone Wars también había presentado varios personajes y líderes mandalorianos femeninos fuertes, lo que, según Swallow, también puede haber sido una consideración para determinar el género de la Armera.

### Representación
La Armera es interpretada por la actriz Emily Swallow, quien proporciona tanto la voz del personaje como la interpretación de acción en vivo. Sus acrobacias fueron realizadas por Lauren Mary Kim, quien también fue la acrobacia de varios otros personajes en The Mandalorian.
Swallow hizo una audición para el papel, pero sabía poco sobre su personaje o la serie en el momento de la misma. Se describió que el personaje tenía un papel recurrente en una serie de Disney, que se identificó solo con el nombre en clave "Alto presupuesto sin título". No se reveló que se trataba de un espectáculo de Star Wars, aunque el agente de Swallow sospechó que ese podría ser el caso. Swallow recibió solo una descripción de seis palabras del personaje antes de la audición: "Líder. Fuerte. Zen, pero con autoridad." Sin embargo, un socio de casting en la audición le dio un poco más de historia de fondo para el personaje, lo que Swallow dijo que fue útil. Aunque dijo que la audición en sí fue bastante "discreta" y "mundana", con solo ella y un solo compañero de reparto, solo le dieron un puñado de escenas para actuar, pero poco contexto sobre cómo encajan en la historia general del programa, que describió como "extraño". Swallow luego reflexionó que era bueno que no supiera que era un proyecto de Star Wars porque sintió que la habría puesto más nerviosa, y, en cambio, pudo abordar la audición como cualquier otra.
La escena que leyó en su audición fue una variación de la escena del "Capítulo 3: El pecado" en la que interrumpe una pelea entre los miembros del clan mandaloriano, aunque se cambió la escena final. ligeramente cuando se adapta a la televisión. Su diálogo de audición incluyó la línea "This is the Way", que se convertiría en una de las líneas más populares de la serie. La compañía de casting dejó en claro que el personaje estaría enmascarado, en caso de que algunos actores se opusieran a que se ocultaran sus rostros. Swallow anteriormente se entrenó en máscaras en las clases de actuación de la escuela de posgrado en la Escuela de Artes Tisch de la Universidad de Nueva York, pero esta marcó la primera vez que usó el entrenamiento en televisión, que ella llamó un desafío interesante. Favreau creía que el entrenamiento con la máscara de Swallow era evidente en su actuación.
En preparación para el papel, Swallow volvió a ver las películas originales de Star Wars, que admiraba, y dijo: "Todavía me siento completamente absorbida por ellas, en el corazón de ellas, y así ser parte de ese legado es increíble". También vio programas como Star Wars: The Clone Wars, que no había visto antes, y trató de realizar una investigación en Internet sobre la historia de los mandalorianos, pero le resultó difícil porque "tan pronto mientras buscas en Google cualquier cosa relacionada con Star Wars, hay infinitas madrigueras por las que puedes pasar", por lo que regularmente preguntaba al productor ejecutivo de la serie, Dave Filoni, sobre la historia de Star Wars y si ciertas acciones eran consistentes con la continuidad. Debido a su trabajo anterior en otras series la franquicia, Swallow lo llamó "una enciclopedia del conocimiento de Star Wars " y dijo que era un consuelo poder aprovechar su experiencia.
Aunque la propia Swallow es estadounidense, la voz que usa para el personaje tiene elementos de acento británico y del Atlántico Medio. Esto se debió en parte a su audición, cuando un socio de casting le pidió que probara algunas tomas con acento británico, ya que en su mayoría habían estado considerando actrices británicas para el papel anterior a ella. Swallow tenía experiencia actuando con acento británico gracias a su trabajo teatral, así como en la serie animada Castlevania. También modeló parcialmente la voz de la Armera a partir de personajes de la saga del Señor de los anillos. Swallow cree que el acento de la Armera transmite autoridad y misterio, aunque agregó: "Tal vez sea porque soy estadounidense que creo que es tan interesante". Swallow también aportó una sutileza al papel que, según dijo, estuvo influenciado hasta cierto punto por su trabajo anterior en la serie de televisión Supernatural, donde interpretó a una poderosa entidad primordial llamada Amara. Swallow dijo que mientras interpretaba el papel, se dio cuenta de que Amara parecía más poderosa si sus movimientos eran mínimos y deliberados, y aplicó este mismo enfoque a la Armera.
Para su interpretación de la armera, Swallow se inspiró en la personalidad de Deborah Chow, quien dirigió "Capítulo 3: El pecado" y fue la primera mujer en dirigir una historia de Star Wars con actores reales. Swallow dijo que se basó particularmente en la "intensa curiosidad" de Chow, así como en la forma en que transmitía autoridad y dominaba una habitación "de una manera muy elegante y sencilla". Por cierto, Swallow sintió que la Armera tenía el mismo efecto, particularmente por la forma en que interrumpe la pelea en ese capítulo sin siquiera levantar la voz. Swallow dijo que no se dio cuenta de cuánto influyó Chow en su actuación e interpretación de la Armera hasta más tarde, cuando los reporteros le preguntaron sobre los orígenes del personaje. Chow no sabía esto hasta que un reportero se lo informó, después de lo cual dijo que era un gran cumplido. Chow ha elogiado la actuación de Swallow y ha llamado a la Armera "un gran personaje".

### Traje
El traje de la Armera es predominantemente una armadura corporal roja, junto con un casco dorado salpicado de pequeños picos en forma de cuerno. El casco tiene una visera en forma de T similar a la de todos los mandalorianos, como se presentó por primera vez en el popular personaje de la franquicia, Boba Fett. Sin embargo, el escritor de Vanity Fair, Anthony Breznican, observó que su casco es más ornamentado y elegante que los de otros personajes mandalorianos de la serie, que creía que estaba destinado a comunicar un aura de liderazgo y realeza. Está estilizado más como un antiguo guerrero espartano que los demás, particularmente alrededor de la visera. El traje también incluye gruesos guantes rojos para trabajos de soldadura y fundición, así como una hombrera de piel, que Emily Swallow dijo que le gustaba, pero "no parece muy práctico para alguien que está rodeado de fuego todo el tiempo". El traje se estrecha por debajo de la cintura de forma similar a una falda, aunque con lo que Swallow llama una "cualidad fuerte y poderosa que no llama demasiado la atención".
El traje de la Armera tomó varias semanas para hacer. Swallow lo llamó un "proceso increíble", y quedó impresionada por la atención al detalle. Swallow vio por primera vez los bocetos del mismo unas semanas antes de que comenzara la filmación, y dijo que "me quedé sin aliento", y agregó: "Siento que es una de las combinaciones más sorprendentes de elegante y poderosa que he visto en un traje". El traje fue diseñado para darle al personaje una sensación de realeza y comunicar su posición de liderazgo y autoridad sobre los otros mandalorianos. Pedro Pascal, el actor que interpreta al personaje principal en The Mandalorian, dijo en broma al ver por primera vez el traje en el set: "Espera un minuto, ¿por qué se ve mucho más genial?"

### Rodaje
Todas las escenas de la Armera fueron filmadas y completadas más de un año antes de que se anunciara públicamente The Mandalorian, que Swallow describió como "liberadora" porque no sintió la presión derivada de la publicidad o de los fanáticos de la franquicia. Antes de que comenzara el rodaje, Swallow dedicó un tiempo a hablar sobre el personaje con Jon Favreau y Dave Filoni. No se le proporcionó una historia de fondo detallada sobre la Armera, pero le describieron las inspiraciones detrás del personaje, lo que dijo que fue útil para su actuación. Swallow le dio crédito a Favreau por crear un entorno de filmación cómodo y colaborativo, en el que nadie sintió presión a pesar de la enormidad de la franquicia de Star Wars, sino emoción y deseo de hacer un producto de calidad. Swallow sintió que había un sentimiento "mágico" y "vertiginoso juego" en el set como ningún otro que había experimentado antes, y dijo que le recordaba a "ser una niña e interpretar a la princesa Leia". Favreau estuvo presente cuando se filmaron la mayoría de las escenas con la Armera, y Swallow sintió que hizo un buen trabajo al mantener a todos en el mismo camino constante, pero también permitió que cada uno de los directores para traer su propio estilo y habilidades únicas a sus episodios.
Swallow dijo que filmar The Mandalorian fue el proceso más secreto en el que estuvo involucrada, hasta el punto de que ni siquiera podía decirle a su familia o amigos lo que estaba haciendo. Swallow recibió inicialmente solo partes del episodio que involucraba a su personaje, y solo más tarde se le permitió leer los guiones de los episodios completos. Cuando quería leer los guiones, tenía que acceder a un portal web, que rastreaba cuándo iniciaba sesión y durante cuánto tiempo. Durante la filmación, el personal de producción fue aún más estricto con el secreto porque las fotos del set se habían filtrado recientemente a Internet, y los fotógrafos paparazzi estaban en los tejados alrededor del estudio. Cada vez que Swallow caminaba por el estacionamiento con su disfraz, tenía que ocultarse usando una capa negra con capucha, a la que llamó su "capa de invisibilidad". Swallow sabía poco sobre el programa fuera de las escenas que involucraban específicamente a su personaje, y no sabía que ciertos miembros del elenco estaban en el programa hasta que más tarde se anunciaron en comunicados de prensa.

## Impacto cultural

### Recepción de la crítica
The Armorer ha sido recibida positivamente tanto por los fanáticos como por los críticos y ha sido descrito como una favorita de los fanáticos. Narayan Liu de Comic Book Resources calificó a Armorer como el personaje más fuerte de The Mandalorian y describió su pelea con los soldados de asalto al final del final de temporada como uno de sus mejores momentos en el programa hasta el momento. Liu escribió: "Hay una gran variedad de cazarrecompensas y soldados entrenados que aparecen a lo largo de la serie, pero la Armera no tiene igual". Brian Silliman de Syfy Wire llamó a Armorer "uno de los personajes más interesantes presentados hasta ahora" en The Mandalorian y "una fantástica adición a la tradición de la galaxia muy, muy lejana". Elogió la capacidad de Emily Swallow para representar la emoción a pesar de que su rostro está oculto y quedó particularmente impresionado por la forma en que Swallow y Pedro Pascal forjan una conexión emocional en sus escenas a pesar de que ambos usan máscaras. Charlie Ridgely de Comicbook.com "dijo que los fanáticos se involucraron en Armorer desde su primera aparición y que ganó más profundidad a medida que avanzaba la serie. Él la describió como "la más misteriosa e intrigante" de los personajes mandalorianos, así como uno de los "personajes más peligrosos de la serie". Judith Anne Dela Cruz de Epicstream calificó a Armorer como un personaje "intrigante" y escribió: "Definitivamente hay toneladas de personajes geniales en The Mandalorian, pero varios fanáticos de Star Wars tienen sus ojos atraídos por The Armorer".
Armaan Babu de MEA WorldWide escribió: "The Mandalorian presenta una amplia gama de nuevos personajes al universo de Star Wars, pero quizás ninguno tan imponente como The Armorer". Matt Berger calificó a Armera como una de las mayores sorpresas del estreno de la serie The Mandalorian, y dijo que su elaboración de la armadura mandaloriana fue una de las "secuencias más fascinantes" del episodio. También escribió que la Armera tenía "una de las apariencias más singulares para cualquier Mandaloriano que el mundo de Star Wars jamás haya visto". QV Hough de Screen Rant dijo que la Armera jugó un "papel pequeño pero integral", y señaló su importancia para avanzar en la historia y poner al Mandaloriano en su camino. Nick Venable de CinemaBlend dijo que estaba intrigado por la relación interpersonal entre la Armera y Mandalorian. Charles Ridgely de Comicbook.com elogió el trabajo de acrobacias de Lauren May Kim, describiendo su escena de lucha con soldados de asalto en el "Capítulo 8: Redención" como "épica" y diciendo que "hizo que los fanáticos saltaran de sus asientos". La escritora de Screen Rant, Jessie Atkin, expresó su esperanza de que la Armera regrese para la segunda temporada de The Mandalorian y que se proporcionen detalles adicionales sobre el personaje y su historia de fondo. The Armorer ocupó el séptimo lugar en una lista de Screen Rant de los personajes más interesantes de la primera temporada de The Mandalorian, octavo en una lista separada de los diez mejores personajes del programa, y tercero en una lista de "10 personajes que esperamos ver regresar en la temporada 2". Además, la armadura del personaje ocupó el décimo lugar en una lista de Screen Rant de los diez mejores disfraces en la primera temporada de The Mandalorian .
Swallow dijo que la mayoría de los comentarios directos que ha recibido y visto sobre la Armera han sido positivos. Ha asistido a las convenciones de fanáticos de la saga desde el lanzamiento del programa y dijo que ha sido "recibida con tanta alegría y positividad", particularmente por parte de las jóvenes que apreciaron que Armera es una "guerrera ruda". Swallow dijo que estaba particularmente impresionada por el arte de los fanáticos del personaje que le habían enviado en las redes sociales, incluidos dibujos del personaje y modelos construidos que se asemejan a su armadura. Swallow ha compartido parte de este fan art en su propia cuenta de redes sociales, incluido un dibujo de la Armera luchando contra soldados de asalto, y una imagen de ella haciendo un gesto similar a Rosie the Riveter en el póster "¡Podemos hacerlo!". Aunque Swallow ha aparecido antes en franquicias con grandes bases de aficionados, como Supernatural, dijo que el nivel de fanatismo por Star Wars era más grande que cualquier cosa que hubiera hecho antes. Swallow dijo que ha sido "liberador" interpretar a un personaje con una máscara porque no se presta atención a su apariencia física en las críticas y entre los aficionados, diciendo: "A nadie le importa cómo me veo. Aman mucho al personaje, y es realmente un poco liberador". A diferencia de Supernatural, Swallow no es reconocida en público por su conexión con The Mandalorian, que disfruta.
La frase "This is the Way", pronunciada por primera vez por el personaje y repetida por ella varias veces a lo largo de sus apariciones, se convirtió en una de las líneas de diálogo más populares y citadas de The Mandalorian. Silliman dijo que incluso después de solo una semana, la línea se decía "en todas partes". Los fanáticos a menudo solicitan que Swallow escriba el eslogan cuando firma autógrafos. Swallow dijo que se dio cuenta por primera vez de que la línea era un éxito cuando asistió al estreno de The Mandalorian en Los Ángeles el 13 de noviembre. Durante una proyección de "Capítulo 3: El pecado", cuando uno de los mandalorianos dice la frase durante la batalla culminante final, toda la audiencia repitió la línea en la pantalla, después de lo cual Swallow dijo: "Está bien, yo creo que tenemos algo aquí". Ella dijo sobre la frase: "Es bastante divertido tener algo que parece estar alojado en la psique de las personas como una frase real para toda la gente de The Mandalorian". Ha habido mucha especulación entre los fanáticos sobre la identidad de la Armera. Algunos han teorizado que ella es Sabine Wren, una guerrera mandaloriana y uno de los principales miembros del elenco de la serie animada de televisión Star Wars Rebels, aunque ya se descartó. Otros han argumentado que los cuernos en su casco son una referencia a Darth Maul, un antagonista de la franquicia que alguna vez gobernó a los mandalorianos durante de las Guerras Clon. Maul es un miembro de la especie Zabrak, todos los cuales tienen una serie de pequeños cuernos sobre sus cabezas similares a los del casco del armero, lo que lleva a especular que ella misma puede ser una Zabrak.

### Mercancías
El 31 de diciembre de 2019 se anunció el lanzamiento de una figura Funko Pop de La Armera.
Se lanzó una figura de acción de Star Wars Black Series del personaje durante la PulseCon de septiembre de 2020 de Hasbro.